# Мауд Меґенс
Мауд Меґенс (нід. Maud Megens, 6 лютого 1996) — нідерландська ватерполістка.
Призерка Чемпіонату світу з водних видів спорту 2015 року.